# Distrito rural de Bahmanshir-e Jonubi
O distrito rural de Bahmanshir-e Jonubi (em persa: دهستان بهمنشيرجنوبي) se localiza no condado de Abadan, da província de Khuzistão, no Irã. No censo de 2006, sua população era de 8 812 habitantes, em 1 614 famílias. O distrito rural possui nove aldeias.